# Days of Rising Doom
Days of Rising Doom är metalbandet Ainas debutalbum och släpptes den 25 september 2003.
Days of Rising Doom är en Metal-opera vars handling sker i det mytiska landet Aina.

## Låtlista

### Skiva 1: Days Of Rising Doom
1. "Aina Overture" - 2:01
2. "Revelations" - 5:29
3. "Silver Maiden" - 5:00
4. "Flight Of Torek" - 5:21
5. "Naschtok Is Born" - 4:39
6. "The Beast Within" - 3:17
7. "The Siege Of Aina" - 6:50
8. "Talon's Last Hope" - 6:10
9. "Rape Of Oria" - 3:05
10. "Son Of Sorvahr" - 2:58
11. "Serendipity" - 4:04
12. "Lalae Amer" - 4:13
13. "Rebellion" - 4:01
14. "Oriana's Wrath" - 6:13
15. "Restoration" - 4:55

### Skiva 2: The Story Of Aina
1. "The Story Of Aina" - 15:08
2. "The Beast Within" - (single version) - 3:43
3. "Ve Toura Sol-Rape Of Oria" - (Ainae version) - 3:05
4. "Flight Of Torek" - (single version) - 3:33
5. "Silver Maiden" - (alternate version) - 4:59
6. "Talon's Last Hope" - (demo) - 5:46
7. "The Siege Of Aina" - (single version) - 3:55
8. "The Story Of Aina" - (instrumental) - 15:08